# 新所城
新所城（越南语：／）是阮朝時期的一個軍事要塞，位於越南廣治省甘露縣境內的山中。
1885年，阮朝輔政大臣尊室說圖謀反抗法國的殖民統治，失敗後，挾持咸宜帝逃往廣治省。在那裡，尊室說使用竹子建立了新所城，作為咸宜帝的行宮。在這裡，咸宜帝發佈了《勤王詔》，標誌著勤王運動的開始。
新所城地理位置十分隱蔽，因此法國人很難發現，一直找不到咸宜帝的蹤跡。直到1887年，因近侍張光玉的出賣，導致了咸宜帝被俘。此後新所城被廢棄。